# Hemiboeopsis longisepala
Hemiboeopsis es un género monotípico de plantas  perteneciente a la familia Gesneriaceae.  Su única especie: Hemiboeopsis longisepala (H.W.Li) W.T.Wang, es originaria de China y Laos.

## Descripción
Es una planta herbácea cuyos tallos alcanzan los 25-80 cm de altura,  densamente  pubescente, glabrescente basalmente . Con pecíolo de 1.5-5.5 cm de longitud; hojas ovadas a oblanceoladas de 9-24 X 3-6,5 cm , margen  crenulado a casi entero, ápice acuminado . Pedúnculo de 1.5-2 cm , pubescentes , brácteas casi orbiculares a ovado- orbiculares. El fruto es una cápsula de 8 cm de longitud. Florece en abril.

## Distribución y hábitat
Se encuentra en matorrales densos, entre arbustos, cerca de arroyos a la sombra en los valles ; a una altitud de 300-800 metros. Se distribuye en el suroeste de Yunnan (Xian Hekou , Jinping Xian ) de China y en Laos .

## Taxonomía
Hemiboeopsis longisepala fue descrita por (H.W.Li) W.T.Wang y publicado en Acta Botanica Yunnanica 6(4): 399–400, pl. 1. 1984.
Etimología
Hemiboeopsis: nombre genérico que deriva de  Hemiboea y el sufijo griego -όψις, -opsis = "parecido, similar a".
longisepala: epíteto latino que significa "con grandes sépalos".
Sinonimia
- Lysionotus longisepalus H.W.Li[3][5]